# ملكة الليل (منحوتة)
منحوتة ملكة الليل وهي لوحة منحوتة طينية من بلاد النهرين يعود قدمها إلى عصر إيسن ولارسا وبابل القديمة أي حوالي 1800 سنة قبل الميلاد، تظهر هذه المنحوتة إلهة عارية وعلى جانبها طائرين بوم وواقفة على على أسدين، تم اكتشاف هذه المنحوتة في موقع غير معروف في جنوب العراق واليوم تتواجد في المتحف البريطاني، يبلغ ارتفاع اللوحة 49 سم وعرضها 37 سم، يعتقد أن اللوحة تمثل الإلهة عشتار وأخرين يقولون أنها تمثل الإلهة ارشكيجال.

## معرض الصور

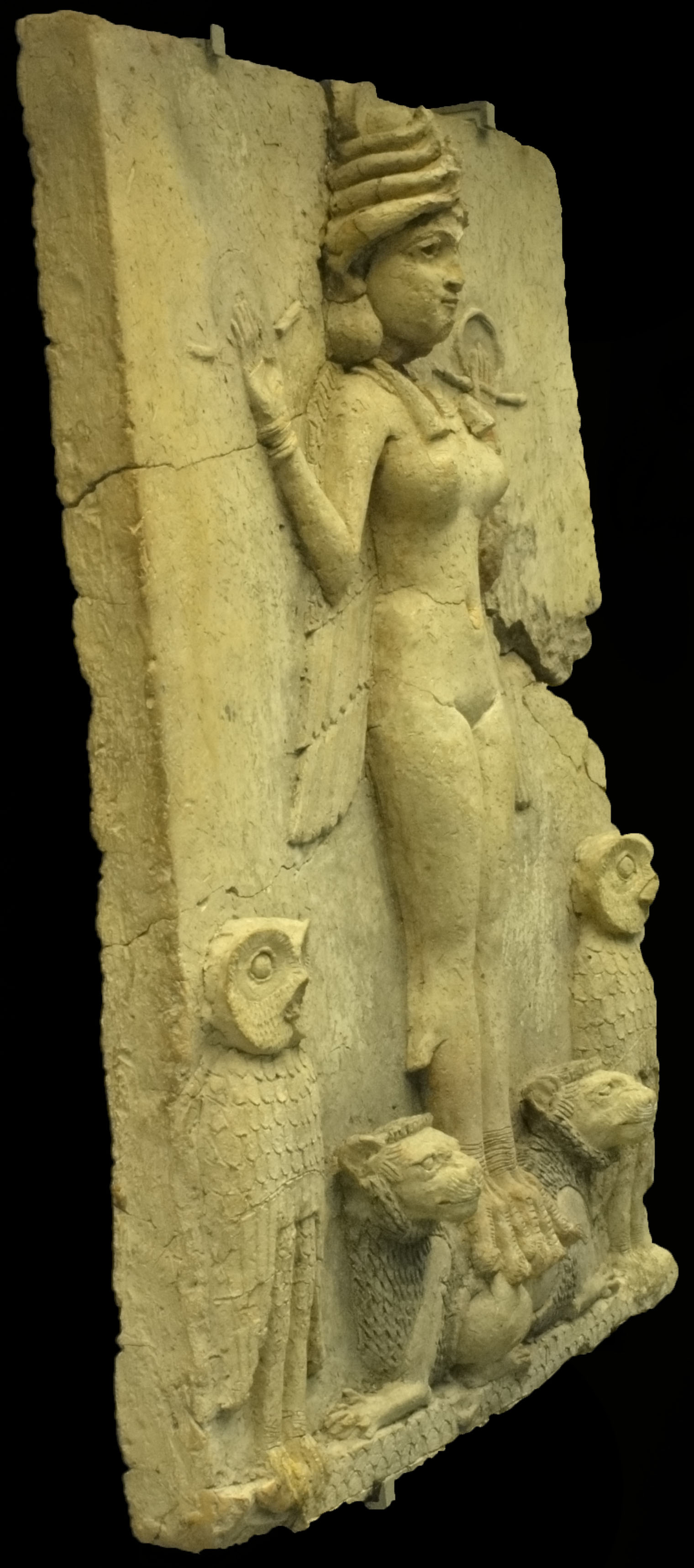
شكل اللوحة المنحوتة من الجانب
تلوين تخيلي للوحة
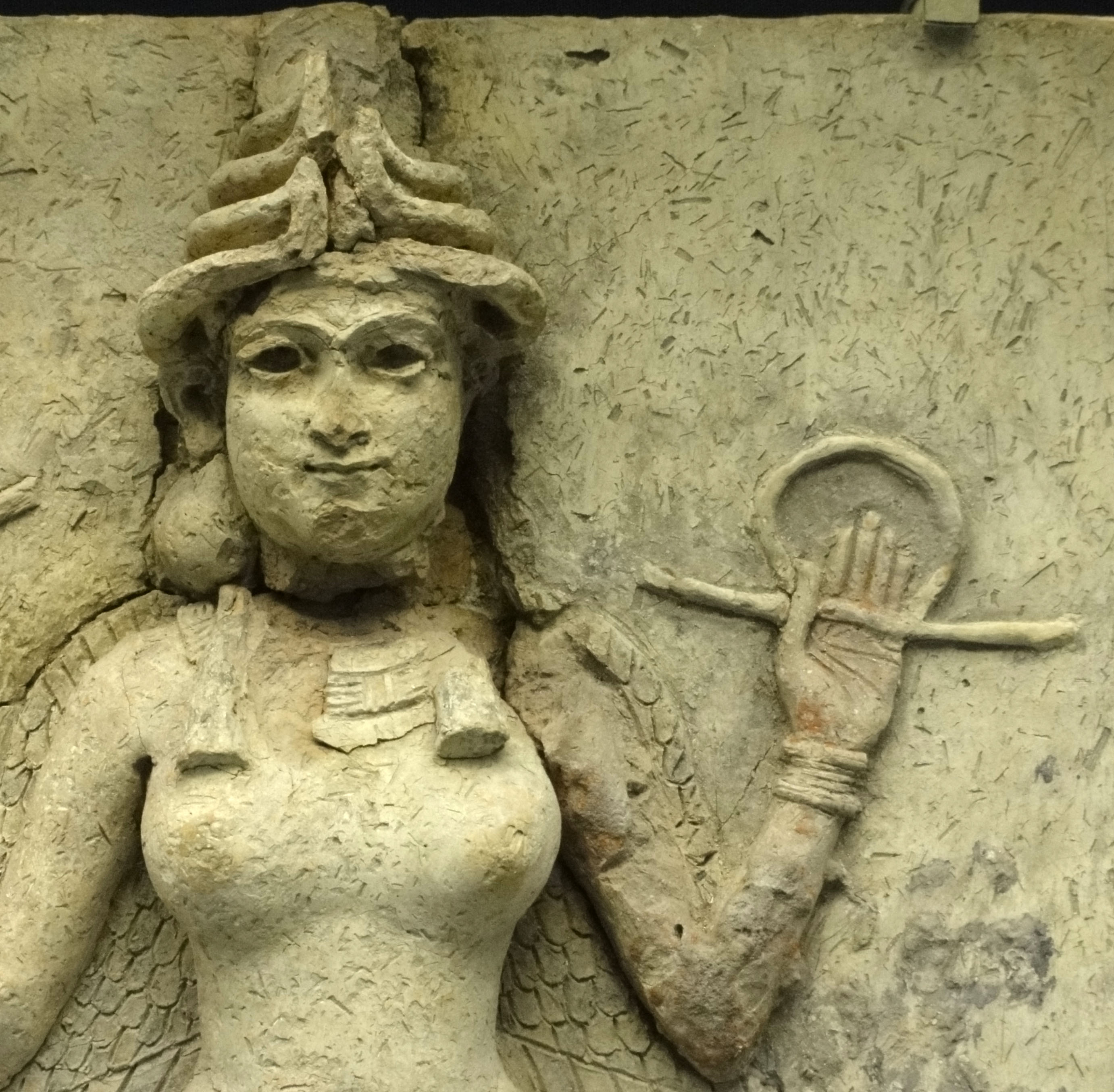
صورة مقربة لتفاصيل الوجة
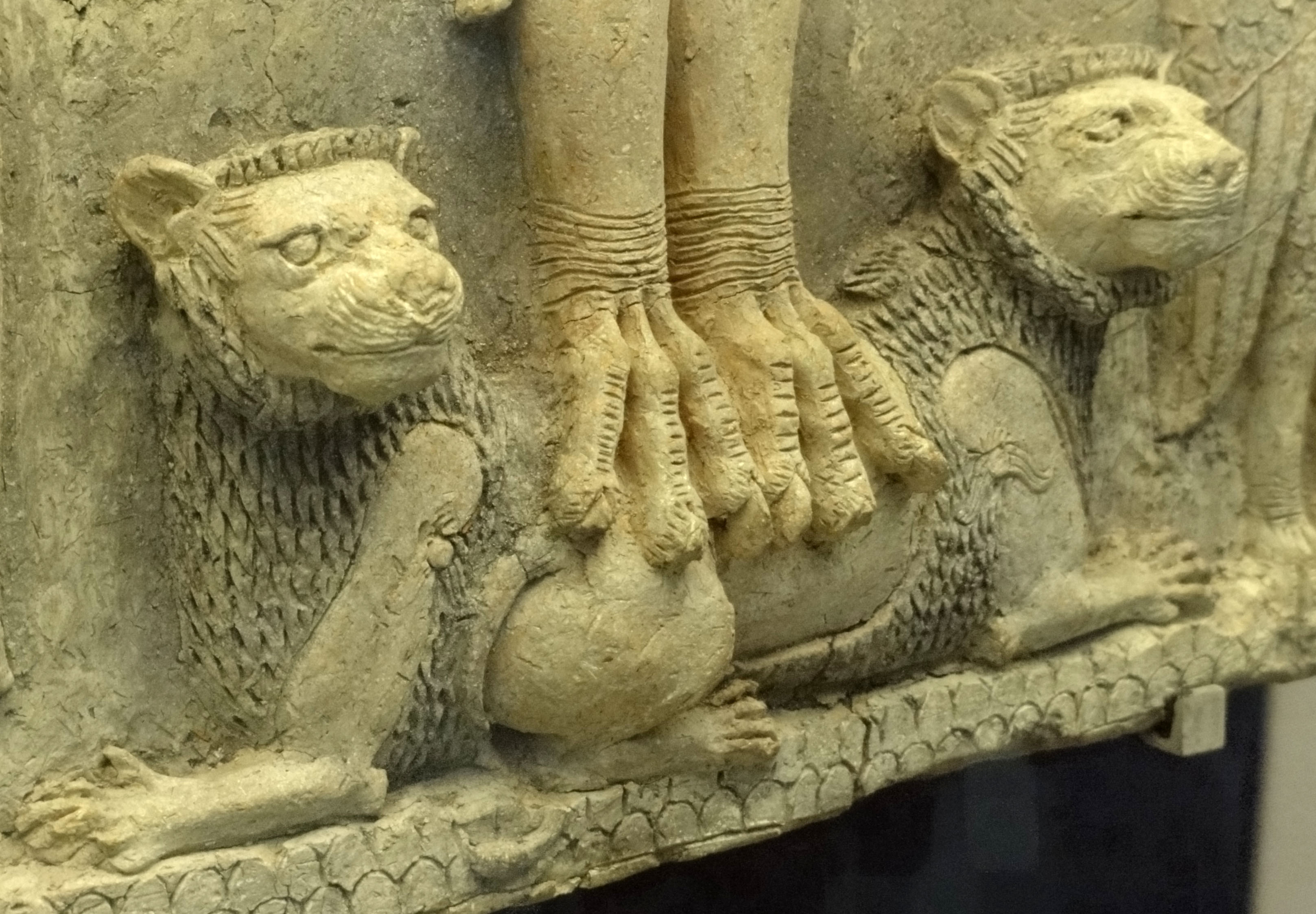
صورة مقربة للأسدين
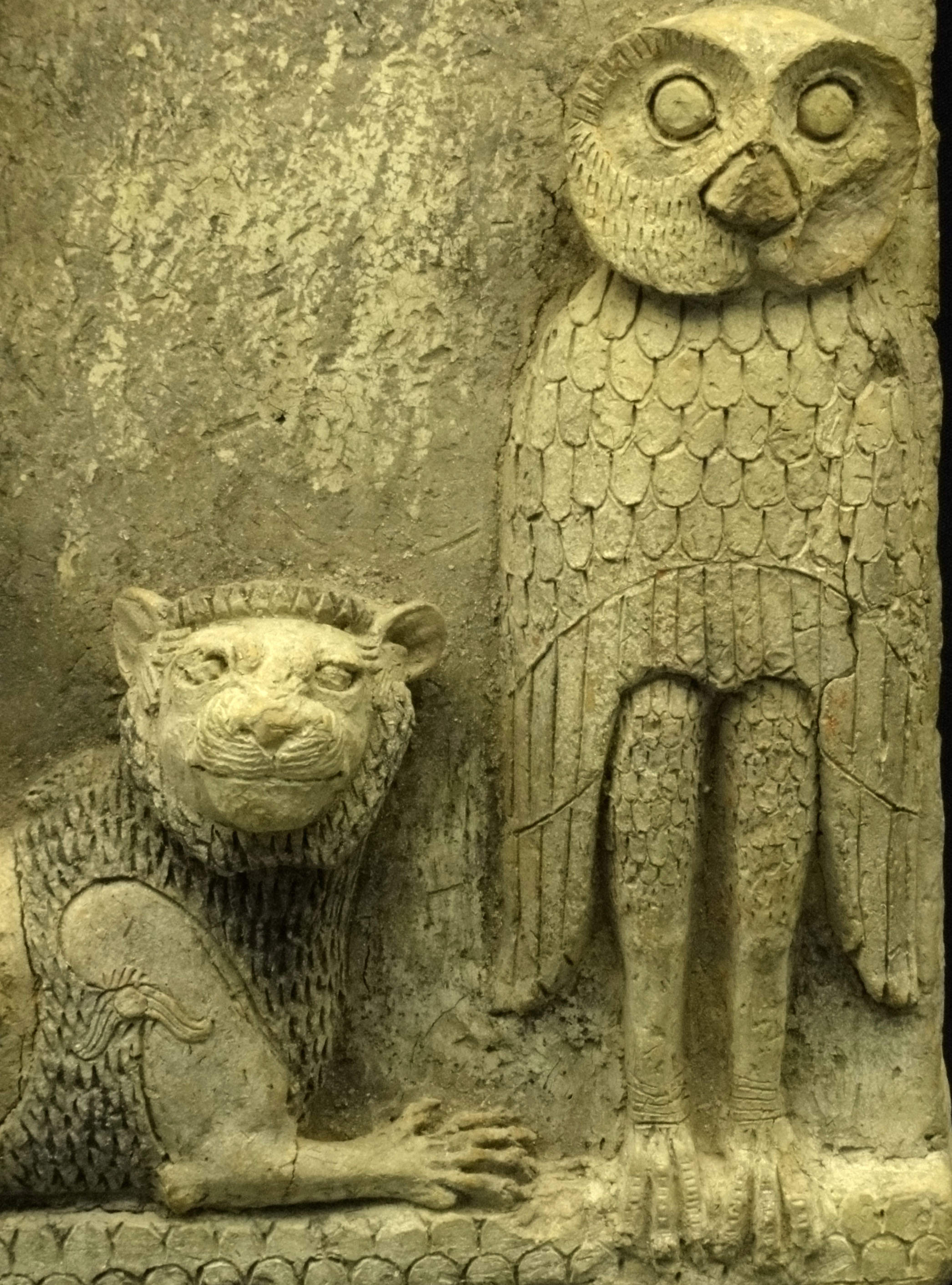
صورة للبومة